# ایرج صف‌شکن
ایرج صف‌شکن نویسنده و شاعر متولد ۱۳۲۶ در اصفهان و فارغ‌التحصیل دوره دکترای داروسازی است. وی تحصیلات خود را در دانشکده داروسازی دانشگاه اصفهان ادامه داد و در سال ۱۳۵۱ دکترای داروسازی گرفت. نخستین کتاب شعرش با عنوان «نبض اتفاق» در سال ۱۳۷۴ انتشار یافت. آخرین کتاب این شاعر که شامل بر ۱۶۰ رباعی است در کمتر از یک سال به چاپ سوم رسیده است. وی همچنین در نشریات مطرح عرصه فرهنگ و ادب حضوری همیشگی دارد. مجموعه شعرهای «صلیب مهیا»، «صبح هیاهو»، «قاب برهنه»، «رأس ساعت گل» و «مرا به خاطره باد مسپار» از دیگر آثار منتشرشده این شاعرند

## آثار وی
- نبض اتفاق
- شکل سکوت
- واژه‌های معاف
- لبان اعتراف
- سطر آخر
- برداشت تنها
- صلیب مهیا
- صبح هیاهو
- راس ساعت گل
- قاب برهنه
- پنجره های پنهان
- مرا به خاطره باد مسپار
- شکوفه‌های خوش‌پوش
- دخترانه ترین شب ماه [۵][۶]